# إيفانا باتشلور
إيفانا إليزابيث باتشيلور (من مواليد 28 أكتوبر 2000) هي عارضة أزياء غواتيمالية وحاملة لقب ملكة جمال ملكة جمال العالم التي توجت ملكة جمال جواتيمالا بمسابقة ملكة جمال عام 2022. ستمثل جواتيمالا في مسابقة ملكة جمال ملكة جمال الكون 2022.

## سيرة شخصية
ولد باتشلور في كويتزالتينانغو ، غواتيمالا. وهي تتقن اللغتين الإسبانية والإنجليزية. تعمل مترجمة للغتين. وهي المؤسس المشارك لـ  IB Model Agency  ، التي تدير وتدرّب النماذج.
في 16 مارس 2020 ، توج باتشلور ملكة جمال غراند جواتيمالا 2020 بمسابقة ملكة جمال. في 27 مارس 2021 ، مثلت باتشلور جواتيمالا في ملكة جمال الدولية الكبرى 2020 وتنافس ضد 62 مرشحًا آخر في SHOW DC في بانكوك ، تايلاند. كانت الوصيفة الثانية لأبينا أبياه من الولايات المتحدة. في 3 يونيو 2022 ، تم تتويج باتشيلور ملكة جمال الكون جواتيمالا 2022. ستمثل جواتيمالا في ملكة جمال الكون 2022.